# 11463 Petrpokorny
11463 Petrpokorny eller 1981 EN24 är en asteroid i huvudbältet som upptäcktes den 2 mars 1981 av den amerikanska astronomen Schelte J. Bus vid Siding Spring-observatoriet. Den är uppkallad efter Petr Pokorný.